# Río Tallapoosa
El Río Tallapoosa (del inglés: Tallapoosa River) es un río del Sur de los Estados Unidos, una de las fuentes del Río Alabama. El río está ubicado entre Georgia y Alabama.
Se origina al noroeste de Georgia, fluyendo al suroeste 431 km antes de unirse al gran río Coosa justo al norte de Montgomery para formar el Río Alabama. Cuenta con tres presas de producción de energía hidroeléctrica que han servido como embalses artificiales, como el lago Martín.